# Тени и туман
«Тени и туман» (англ. Shadows and Fog) — кинофильм, снятый режиссёром Вуди Алленом в 1991 году и выпущенный на экраны весной 1992 года. Картина основана на одноактовой пьесе «Смерть», написанной режиссёром в 1972 году. Это был последний фильм Аллена, снятый для студии Orion Pictures. Чёрно-белый фильм стал своего рода трибьютом представителям немецкого экспрессионизма в кино (Фрицу Лангу и Георгу Пабсту), а также писателю Францу Кафке.

## Сюжет
Кино начинается с того, что Кляйнмана (Аллен) будит среди ночи группа линчевателей. Они утверждают, что искали «Странглера», серийного убийцу, который душит своих жертв. Линчеватели велят ему одеваться и встречать их внизу через пять минут. В волнении он одевается.
Тем временем в цирке в предместьях города, в вагончике Ирми (Фэрроу) и её друга Пола (Малкович) разгорается ссора. Они оба — циркачи: Ирми глотает мечи, а Пол — клоун. Ирми хочет ребёнка, но Пол утверждает, что «семья — смерть артисту». Не выдерживая скандала, Пол уходит в другой вагончик, где Мари, акробатка (Мадонна), ждет его. Они начинают заниматься любовью, и Ирми застаёт их. Расстроенная и отчаявшаяся, она упаковывает чемодан и убегает в город, где живёт Кляйнман. На тёмной туманной улице она встречает проститутку (Лили Томлин), которая отводит её в бордель, где Ирми успокаивают другие проститутки (Джоди Фостер и Кэти Бэйтс). В этот момент студент Джек (Джон Кьюсак) входит в бордель и сразу же очаровывается Ирми. Горячий юноша готов выложить за ночь с красавицей 700$.
Тем временем Кляйнман бесцельно бродит по туманным улочкам вокруг города, не зная, что сделать. Он останавливается в доме коронера, где доктор (Дональд Плезенс) объясняет, что его роль в поисках убийцы является просто научной. Затем доктор углубляется в мысли о том, как он будет вскрывать грудь убийцы и голову, чтобы понять, как устроен ум маньяка. Кляйнман покидает доктора. Вскоре после этого доктор понимает, что Странглер вошёл в дом. Они спокойно говорят, и затем он убивает доктора.
Узнав об убийстве доктора, Кляйнман идёт в отделение полиции. Там же оказывается и Ирми, которую привели сюда полицейские после налета на бордель. За то, что она торговала телом без разрешения, с Ирми взыскивали штраф 50 $ (с собой у Ирми было 700 $), после чего девушку отпускают. Кляйнман выходит из отделения полиции на улицу, где встречает Ирми, Далее они идут в ночь вместе. Линчеватель указывает Кляйнману переулок, где они предполагают, что убийца мог бы быть. Ему говорят заманить человека в ловушку. Ирми и Кляйнман входят в переулок осторожно и, заметив фигуру в темноте, набрасываются на человека. Им оказывается босс Кляйнмана, г. Польсен, подглядывающей в окно за леди. Г. Польсен рассерженно ругается на Кляйнмана, подозревая его в вуайеризме. Стыдящийся Кляйнман и Ирми идут дальше в ночь.
Пол прибывает в город, ища Ирми. Он входит в бордель, где Джек, студент, у которого был секс с Ирми, выпивает. Студент размышляет над замечательным опытом, который он имел со «шпагоглотательницей». Пол потрясён, хотя Джек не знает почему.
Вернувшись на улицу, Ирми решает отказаться от оставшихся денег и просит Кляйнмана, чтобы тот пожертвовал оставшиеся 650$ в церковь. Он выполняет поручение, находя двух мужчин, вписывающих жертвующих в список. Когда он даёт им деньги, они с благодарностью стирают его имя из списка. Снаружи, в нескольких шагах от церкви, они видят голодающую мать с ребёнком, Кляйнман с Ирми убегают прочь от голодающих. Несколько придя в себя, Ирми понимает, что хочет дать половину денег женщине и просит, чтобы Кляйнман возвратился в церковь, чтобы вернуть деньги. Неохотно он возвращается и просит половину денег, два мужчины не только восстанавливают его имя в списке, но и обводят его жирной линией!
Кляйнман пытается предложить Ирми жить вместе, предлагая ей стать его невестой, но она не соглашается. На пирсе они смотрят на ночь, и возникает чувство, очень романтическое, пока группа линчевателей не заманивает в засаду их. Оказывается, что у всех есть «план». Удивлённая и мгновенно рассвирепевшая группа линчевателей решает покарать «убийцу». Кляйнман кидает перец в лица окружающих и спасается. Он пытается найти укрытие в доме его первой экс-невесты, Алмы (Джули Кавнер), которую он оставил в положении прямо у алтаря, сбежав к её сестре. Он приносит извинения, но она выгоняет его, не слушая объяснений.
Тем временем, Ирми и Пол встречаются, и первое что хочет сделать Пол это убить Ирми за то, что она спала с другим человеком, но их прерывает крик, и они находят ребёнка на земле, того же самого, которого она и Кляйнман видели ранее с голодающей женщиной. Они решают взять ребёнка и уехать из города, назад к цирку.
Скрываясь от группы линчевателей, Кляйнман забегает в злополучный бордель, где он встречает и имеет экзистенциальную беседу с Джеком. Когда он неспособен выразить свои взгляды, куртизанка (Фостер) уговаривает его расслабиться с ней в комнате, где он не в состоянии чего-либо сделать, обвиняет себя в излишней мудрости. Толпа прибывает, справляясь о Кляйнмане. Он убегает через крышу, где он встречает конкурента по работе, который показывает, что Ирми возвращается в цирк. Кляйнман следует за нею.
В цирке Кляйнман встречает фокусника Армстэда (Кеннет Марс), кем он очень восхищался когда-то. Внезапно появляется убийца Странглер и собирается убить двоих. Но фокуснику удается с помощью зеркала загипнотизировать его и приковать цепью. Партнёры по несчастью поздравляют друг друга с победой. Сердитая группа линчевателей, внезапно появлявшаяся и мешавшая, сдаётся под покровом ночи. Кино заканчивается тем, что Кляйнман принимает приглашение Армстэда стать его помощником, а Ирми и Пол остаются циркачами, воспитывающими их найдёныша.

## В ролях
- Вуди Аллен — Кляйнман
- Миа Фэрроу — Ирми
- Джон Малкович — клоун
- Дональд Плезенс — доктор
- Джон Кьюсак — студент Джек
- Джоди Фостер — проститутка
- Кэти Бэйтс — проститутка
- Лили Томлин — проститутка
- Майкл Кирби — убийца
- Джулия Кавнер — Альма
- Мадонна — Мари
- Кейт Неллиган — Ив
- Джон Райли — полицейский
- Уильям Мейси — полицейский

## Интересные факты
- Фильм основан на небольшой комедийной пьесе Аллена «Смерть», написанной в 1972-м году. Она также явилась данью уважения роману Франца Кафки «Процесс».
- Для съёмок фильма был специально отстроен павильон в студии Kaufman Astoria размером в 2 400 м², ставший самым большим съёмочным павильоном в Нью-Йорке.
- Крупно-габаритные декорации оказались слишком дорогими, так что пришлось делать множество планов в обычных декорациях, маскируя остальные части сцены густым туманом.
- Несмотря на то что Фред Гуайнн и Кейт Неллиган были заявлены в афише и на рекламном постере, они практически не появились в фильме.
- В 1992 году лента была номинирована на премию «Давид ди Донателло» за лучший иностранный фильм, а в следующем году выиграла приз «Серебряная лента» Итальянского национального синдиката киножурналистов за лучшую операторскую работу (Карло Ди Пальма).